# Нетермінова весна
«Нетермінова весна» (рос. «Несрочная весна») — радянський телевізійний художній фільм 1989 року режисера Володимира Толкачикова, лірична повість за мотивами творів Івана Буніна (оповідань «Нетермінова весна», «Руся», «Князь у князях», «Гойдалка», «Мухи», «Журавлі», «Кавказ», повісті «Суходіл», щоденникових записів), знято до 120-річного ювілею письменника.
Фільм отримав Приз за найкращий фільм на фестивалі білоруського кіно у Мінську «Весна-90».

## Сюжет
Дія відбувається в 1923, 1914 і 1917 роках.
1923 рік. Олексій Дмитрович приїжджає на забуту богом станцію Буянова. Розуміючи, що йому не вдасться знайти ночівлю, він влаштовується на ґанку найближчого трактиру і поринає у спогади.
Перша частина спогадів припадає на 1914 рік. Саме тоді він вперше закохався в дочку господарів, у яких займався репетиторством, але виявився не готовий до цієї любові. Він покинув садибу, не знаючи, що в ту саму ніч, коли їх відносини з Русею, здається, повністю визначилися, був убитий її батько...

## У ролях
- Маргарита Захарова — Руся
- Ігор Захаров — Олексій Дмитрович
- Наталія Сайко — господарка
- Леонід Куравльов — господар
- Микола Крюков — Лук'ян Степанович
- Ігор Климович — Гервасій
- Юрій Назаров — Прокофій
- Валерій Мороз — Клим (озвучив Ігор Єфімов)
- Діма Демський — Петя
- Володимир Січкар — єврей на катафалку
- Юрій Шульга — п'яний купець
- Іван Мацкевич — кучер

## Творча група
- Сценарій: Володимир Толкачиков
- Режисер: Володимир Толкачиков
- Оператор: Сергій Бондарєв
- Художник: Володимир Дементьєв
- У фільмі звучить музика Олександра Іванова-Крамського, Георга Генделя, Алессандро Марчелло, Сергія Рахманінова, Томазо Альбіноні.